# Ceairu
Ceairu – wieś w Rumunii, w okręgu Buzău, w gminie Topliceni. W 2011 roku liczyła 87 mieszkańców.